# ويليام ماكسويل ريد
ويليام ماكسويل ريد (بالإنجليزية: William Maxwell Reed)‏ هو كاتب وكاتب للأطفال وعالم فلك أمريكي، ولد في 12 يناير 1871، وتوفي في 1962.